# 斑龙芋
斑龙芋（学名：Sauromatum venosum）是天南星科斑龙芋属的植物。分布于印度、缅甸、尼泊尔以及中国大陆的云南、西藏等地，生长于海拔1,900米至2,030米的地区，常生长在常绿阔叶林下以及山坡草地，目前尚未由人工引种栽培。